# Francesco Lambiasi
Francesco Lambiasi (ur. 6 września 1947 w Bassiano) – włoski duchowny katolicki, biskup Rimini w latach 2007–2022.

## Życiorys

### Prezbiterat
Studiował teologię fundamentalną na Papieskim Uniwersytecie Gregoriańskim w Rzymie.
Święcenia kapłańskie otrzymał 25 września 1971 i został inkardynowany do diecezji Latina-Terracina-Sezze-Priverno. Po święceniach został wicerektorem niższego seminarium w Sezze, zaś w latach 1975–1999 był wikariuszem parafii w Latina. Był także wykładowcą na Papieskim Uniwersytecie Gregoriańskim oraz w Papieskim Kolegium Leoniańskim w Anagni. W latach 1993–1999 pełnił funkcję rektora uczelni w Anagni.

### Episkopat
6 marca 1999 Jan Paweł II mianował go biskupem ordynariuszem diecezji Anagni-Alatri. Sakry biskupiej udzielił mu 23 maja 1999 kard. Camillo Ruini.
W latach 2001–2007 był generalnym asystentem kościelnym włoskiej Akcji Katolickiej.
3 lipca 2007 papież Benedykt XVI mianował go biskupem ordynariuszem Rimini. 17 listopada 2022 papież przyjął jego rezygnację z pełnionego urzędu, złożoną ze względu na wiek. 